# 다노오카촌
다노오카촌(田之岡村)은 야마나시현 나카코마군에 설치되었던 촌이다. 현재의 미나미알프스시 북동부에 해당한다.